# Heiti
Heiti (norré, 'nom, denominació, designació, terme') és un sinònim utilitzat a l'antiga poesia nòrdica en lloc de la paraula normal per a alguna cosa. Per exemple, els poetes nòrdics antics poden usar Jor, 'corser' en lloc de hestr, el més prosaic 'cavall'.

## Heiti i kennings
En el sentit modern, els heiti es distingeixen dels kennings perquè un heiti és una simple paraula, mentre que un kenning és un circumloqui en forma d'un sintagma o una paraula composta. Així, mækir és un heiti per 'espasa' (la paraula usual en prosa és Sverd), mentre que grand hlífar 'malson d'escut' i ben-fúrr, 'ferida del foc' són kennings per 'espasa'.
No obstant això Snorri Sturluson va escriure al segle xiii que heiti en un sentit més ampli podria incloure kennings. Snorri denomina paraules simples, poètiques o d'una altra manera, ókend heiti, 'termes no qualificats'. Aquests es distingeixen dels circumloquis, Kend heiti, 'termes qualificats' (és a dir kennings).

## Tipus de heiti
Alguns heiti són paraules que no es troben normalment fora del vers, per exemple, Firar, un dels nombrosos sinònims de Menn, 'els homes, les persones'. Altres són bastant comuns en la prosa, però utilitzats pels poetes en un sentit especialitzat, com sal, 'sal' en el sentit de sjár, 'mar'.
Els heiti tenien una gran varietat d'orígens. Alguns eren paraules arcaiques: Jor, 'corser'; alguns, modismes: Sinjor, 'senyor' (del llatí, probablement a través de l'antic francès seignor). Es van emprar diversos tipus de sinècdoque i metonímia: Bard 'part de la proa d'un vaixell' per 'vaixell' en el seu conjunt; gotnar, 'gots' per 'homes' o 'poble' en general; targa, 'tarja' (un tipus d'escut) per a 'escut' en general; Stal, 'acer' per a 'les armes, la guerra'. Uns heiti eren metafòrics: Hrid, 'tempesta' per 'atac, (inici de) la batalla'. Alguns eren originalment noms propis: Hrotti, Laufi, Mistilteinn i Tyrfingr eren espases propietat d'herois llegendaris. També hi va haver heiti per a individus específics, especialment els déus (per exemple Grímnir, Fjölnir, Vidrir i molts més per Odin).
Hi havia un gran nombre de heiti per a certs conceptes que els poetes solien tractar, com ara 'home', 'dona', 'líder', i els termes per les armes. Els noms de sækonungar, 'reis del mar' (llegendaris líders pirates), constitueixen una altra gran categoria. A partir d'aquests, es formen kennings per 'mar' i 'vaixell', per exemple, Rakna bifgrund, 'terreny tremolós de Rakni' = 'mar'; Þvinnils dýr, 'bèstia de Thvinnil' = 'nau'.

## Paral·lels
Anàlogament i en alguns casos termes cognats es troben en les tradicions poètiques d'altres llengües germàniques primerenques, per exemple, l'antic anglès Guma, secg: el norré gumi, seggr, 'home'; Anglès antic heoru, mēce: norré hjǫrr, mækir, 'espasa'. Moltes altres llengües, antigues i modernes, han posseït un vocabulari poètic especialitzat més o menys retirat de la parla quotidiana, sovint deriva en formes similars al heiti del norré.